# Tierna Davidson
Tierna Davidson, född den 19 september 1998 i Menlo Park, Kalifornien, är en amerikansk fotbollsspelare som spelar för Gotham FC i USA. Hon gjorde sitt första landslagsmål den 31 augusti 2018 i en landskamp mot Chile. Davidson gjorde mästerskapsdebut när hon var en del av USA:s lag under VM i Frankrike 2019.